# NGC 5526
NGC 5526, auch NGC 5526-1 genannt, ist eine 13,5 mag helle Spiralgalaxie vom Hubble-Typ Sbc im Sternbild Großer Bär. Sie ist schätzungsweise 95 Millionen Lichtjahre von der Milchstraße entfernt und hat einen Durchmesser von etwa 200.000 Lj. Sie bildet zusammen mit dem Nicht-NGC-Objekt PGC 50803 (NGC 5526-2) eine gravitationell gebundene Doppelgalaxie.

Im selben Himmelsareal befinden sich u. a. die Galaxien IC 995 und IC 996.
Das Objekt wurde am 17. April 1789 von Wilhelm Herschel mit einem 18,7-Zoll-Spiegelteleskop entdeckt, der sie dabei mit „eF, S, E, resolvable“ beschrieb und als „III 804“ in seinen Bestand aufnahm. Bei einer zweiten Beobachtung am 17. März 1790 notierte er „eF, S, E but nearly R“ zum Objekt „III-835“; seinen Fehler merkte und korrigierte er erst im Jahr 1820.